# Fred Anton Maier
Fred Anton Maier (n. 15 decembrie 1938, Comuna Nøtterøy, Vestfold, Norvegia – d. 9 iunie 2015, Comuna Nøtterøy, Vestfold, Norvegia) a fost un patinator de viteză ce a reprezentat Norvegia, medaliat olimpic. A participat la 2 ediții ale Jocurilor Olimpice (1964, 1968) în care a câștigat o medalie de aur, două medalii de argint și o medalie de bronz.